# グラミシジン
グラミシジン (Gramicidin) またはグラミシジンD (Gramicidin D) はイオノフォア系抗生物質である。15アミノ酸からなる一本鎖ペプチドのグラミシジンA、B、Cからなる混合物であり、さらに各ペプチドは2種のアイソフォームを持つため、計6種の分子から構成されることになる。土壌細菌のBrevibacillus brevisから単離される。環状ペプチドであるグラミシジンSとは異なる。

## 医療
枯草菌や黄色ブドウ球菌のようなグラム陽性菌に有効だが、大腸菌のようなグラム陰性菌には効果が薄い。
喉の痛みに対しトローチ剤として、また、外傷からの感染に対し局所製剤として用いられる。チロシジンのような他の抗生物質や消毒薬と混合されることもある。細菌性結膜炎に対しては、ポリミキシンBやネオマイシンと混合して目薬としても用いられる。複数の成分を混合するのは様々な細菌株に対する有効性を上げるためである。目薬は馬などの動物にも用いられる。

## 歴史
1939年、ルネ・デュボスはチロトリシンとして知られる物質を単離したが、これは後にグラミシジンとチロシジンの混合物であることが分かった。これらの物質は商業的に生産された最初の抗生物質だった。グラミシジンDの"D"はデュボス (Dubos) の頭文字で、グラミシジンSと区別するために付けられた。
1964年にはReinhard SargesとBernhard WitkopによりグラミシジンAのアミノ酸配列が決定された。1971年にはD. W. UrryによりN末端同士が会合する二量体の構造が提案され、1993年には固体核磁気共鳴法によりミセル中と脂質二重膜中においてこの構造が確認された。

## 構造と性質
非リボソームペプチドであり、遺伝子には直接コードされていない。L体とD体のアミノ酸15個からなり、配列は以下の通りである。
formyl-L-X-Gly-L-Ala-D-Leu-L-Ala-D-Val-L-Val-D-Val-L-Trp-D-Leu-L-Y-D-Leu-L-Trp-D-Leu-L-Trp-ethanolamine
グラミシジンA、B、Cにおいて、YはそれぞれL-Trp、L-Phe、L-Tyrであり、天然グラミシジンにはそれぞれ80%、5%、15%含まれる。2種のアイソフォームにおいて、XはそれぞれL-Val、L-Ileである。天然グラミシジンにはイソロイシン型のアイソフォームが約5%含まれる。

グラミシジンの逆平行型 (左) 、平行型 (中) 、head-to-head型 (右) のらせん構造。C、NはそれぞれC末端とN末端を示す。

D体とL体のアミノ酸を交互に繰り返す配列により、らせん状の構造を形成する。最もよく見られるのはN末端同士が会合したhead-to-head型の二量体である。有機溶媒中では平行または逆平行の二重らせん構造をとることもある。二量体は細胞の脂質二重膜を貫通するのに十分長いため、イオノフォアとして機能する。
結晶性固体である。水には6 mg/L程度しか溶けず、懸濁コロイドとなる。低分子量のアルコール、酢酸、ピリジンには可溶。アセトンや1,4-ジオキサンには微溶。ジエチルエーテルや炭化水素には不溶。

## 作用
イオノフォアであり、細菌や動物の細胞膜や細胞小器官にイオンチャネル様の孔を形成する。この孔からカリウム、ナトリウムなどの1価の無機カチオンが流れ出し、細胞にとって重要な電気化学的勾配の機能を破壊することで（例えば、ミトコンドリアからのイオン流出はATPの合成を停止させる）細胞を死滅させる。
ヒト細胞に対しても毒性を持つが、細菌はヒト細胞よりも低いグラミシジン濃度で死滅するため局所製剤としては利用できる。溶血を引き起こし肝臓、腎臓、髄膜、嗅覚系等に毒性を示すため、内服薬としては用いられない。